# Ait Taleb
Ait Taleb (franska: Ait Taleb (CR), Ait Taleb (Commune Rurale), arabiska: أيت حمو) är en kommun i Marocko.   Den ligger i provinsen Rehamna och regionen Marrakech-Safi, 220 km sydväst om huvudstaden Rabat. Antalet invånare är 8 871.